# HD 77338
HD 77338 är en ensam stjärna belägen i den mellersta delen av stjärnbilden Kompassen. Den har en skenbar magnitud av ca 8,63 och kräver åtminstone en stark handkikare eller ett mindre teleskop för att kunna observeras. Baserat på parallax enligt Gaia Data Release 2 på ca 21,9 mas, beräknas den befinna sig på ett avstånd på ca 149 ljusår (ca 46 parsek) från solen. Den rör sig bort från solen med en heliocentrisk radialhastighet på ca 8 km/s.

## Egenskaper
HD 77338 är en gul till vit underjättestjärna av spektralklass K0 IV. Den är för dess ålder av 9,5 miljarder år ovanligt berikad med tunga element. Det onormalt höga överskottet av joner av mangan kan tyda på att stjärnan nyligen har passerat genom det gemensamma skalstadiet (uppslukande av en planet). Den har en massa som är ca 0,9 solmassor, en radie som är ca 0,9 solradier och har ca  0,7 gånger solens utstrålning av energi från dess fotosfär vid en effektiv temperatur av ca 5 300 K.

## Planetsystem
År 2012 upptäcktes med metoden för mätning av radiell hastighet en exoplanet som kretsar kring HD 77338 i en snäv bana med osäker excentricitet. Dess jämviktstemperatur är 954,8 K.
| Planet | Massa            | Halv storaxel (AE) | Siderisk omloppstid (d) | Excentricitet  | Inklination | Radie |
| ------ | ---------------- | ------------------ | ----------------------- | -------------- | ----------- | ----- |
| b      | ≥15,9+4,7-5,3 MJ | 0,0614 ± 0,0031    | 5,73610 ± 0,0015        | 0,09+0,22-0,09 | -           | -     |